# Лукинская Каменка
Лукинская Каменка — упразднённая деревня в Покровском районе Орловской области России. Входила в состав Столбецкого сельского поселения. Упразднена в 2004 году.

## География
деревня располагалась в юго-восточной части Орловской области, в лесостепной зоне, в пределах центральной части Среднерусской возвышенности, на ручье Каменный (приток реки Неручь), на расстоянии примерно 4,5 километра (по прямой) к западу от села Столбецкое.

### Климат
Климат умеренно континентальный, с умеренно холодной зимой и относительно тёплым летом. Среднегодовая температура воздуха — 4,2 °C. Средняя многолетняя температура самого холодного месяца (января) составляет −10,3 °C (абсолютный минимум — −38 °C), средняя температура самого тёплого (июля) — 18,5 °C (абсолютный максимум — 36 °C). Безморозный период длится около 140 дней. Среднегодовое количество осадков составляет 537 мм, из которых большая часть выпадает в тёплый период. Устойчивый снежный покров сохраняется в течение 126 дней.

## История
Постановлением Орловской областной думы от 15 октября 2004 года № 32/645-ОС деревня Лукинская Каменка исключена из учётных данных.

## Население
Согласно результатам переписи 2002 года в деревне отсутствовало постоянное население.